# لين ليانجمينج
لين ليانجمينج (بالصينية: 林良铭) (4 يونيو 1997 بشانتو في الصين - ) هو لاعب كرة قدم صيني في مركز الوسط. شارك مع منتخب الصين تحت 17 سنة لكرة القدم ومنتخب الصين تحت 20 سنة لكرة القدم. أما مع النوادي، فقد لعب مع ريال مدريد للشباب.

## وصلات خارجية
- لين ليانجمينج على موقع الاتحاد الأوربي (الإنجليزية)
- لين ليانجمينج على موقع قاعدة بيانات كرة القدم.إي يو (الإنجليزية)
- لين ليانجمينج على موقع ناشيونال فوتبول تيمز (الإنجليزية)
- لين ليانجمينج على موقع Soccerway.com (الإنجليزية)
- لين ليانجمينج على موقع عالم كرة القدم.نت (الإنجليزية)